# Prix-lès-Mézières
Prix-lès-Mézières ist eine französische Gemeinde mit 1.387 Einwohnern (Stand: 1. Januar 2022) im Département Ardennes in der Region Grand Est; sie gehört zum Arrondissement Charleville-Mézières und zum Kanton Charleville-Mézières-1.

## Geographie
Prix-lès-Mézières liegt etwa 20 Kilometer westnordwestlich von Sedan. Die Maas begrenzt die Gemeinde im Norden. Umgeben wird Prix-lès-Mézières von den Nachbargemeinden Warcq im Norden und Westen, Charleville-Mézières im Norden und Osten, La Franchevile im Südosten, Évigny im Süden sowie Warnécourt im Westen und Südwesten.

## Bevölkerungsentwicklung
| Jahr                      | 1962 | 1968 | 1975 | 1982 | 1990 | 1999 | 2006 | 2013 |
| Einwohner                 | 813  | 892  | 974  | 1381 | 1472 | 1426 | 1319 | 1372 |
| Quelle: Cassini und INSEE |      |      |      |      |      |      |      |      |

## Sehenswürdigkeiten
- Kirche Saint-Sulpice
- Farbmühle mit Taubenturm, seit 1995 Monument historique
- Kapelle des früheren Siechenhauses

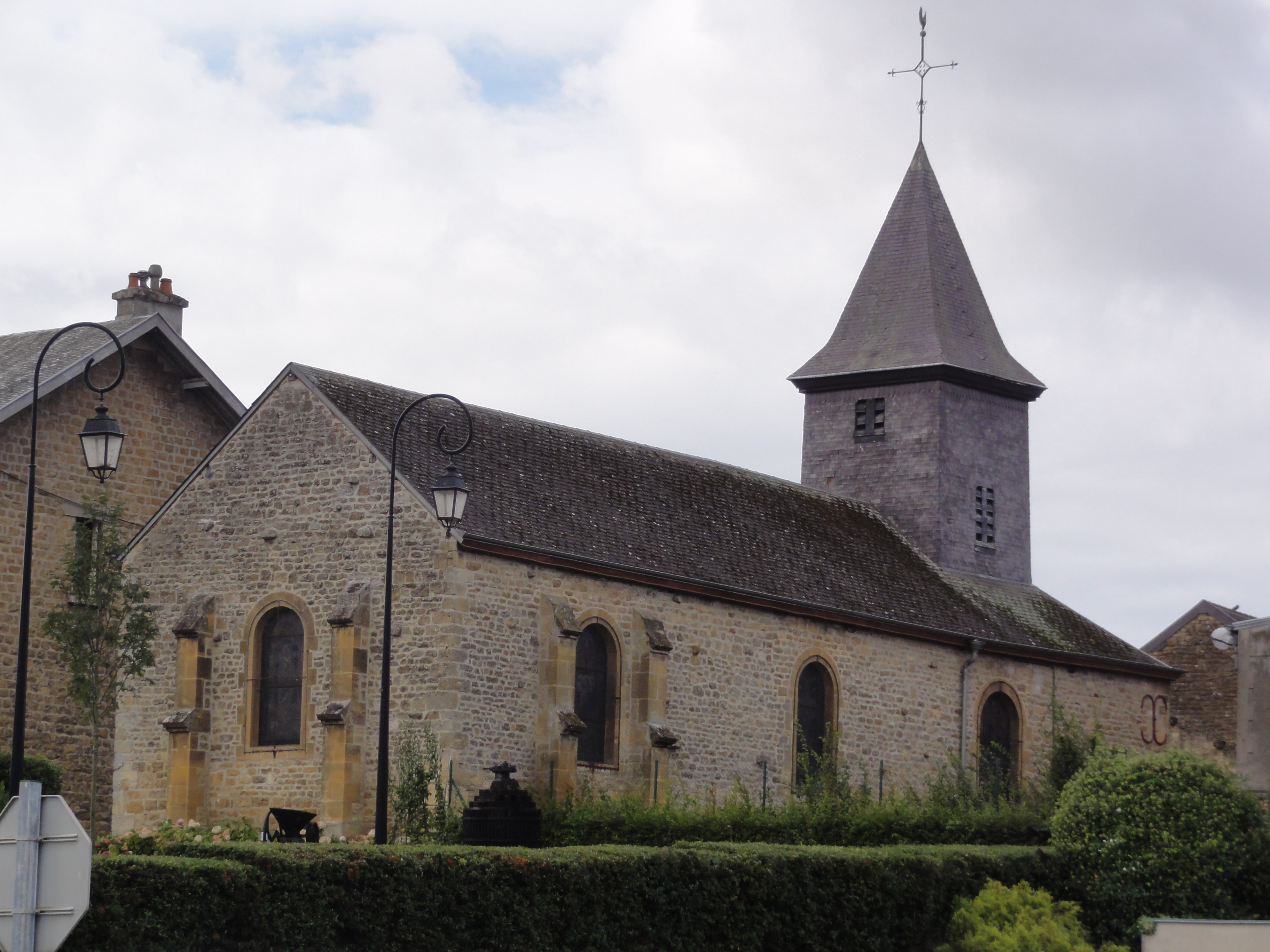
Kirche Saint-Sulpice
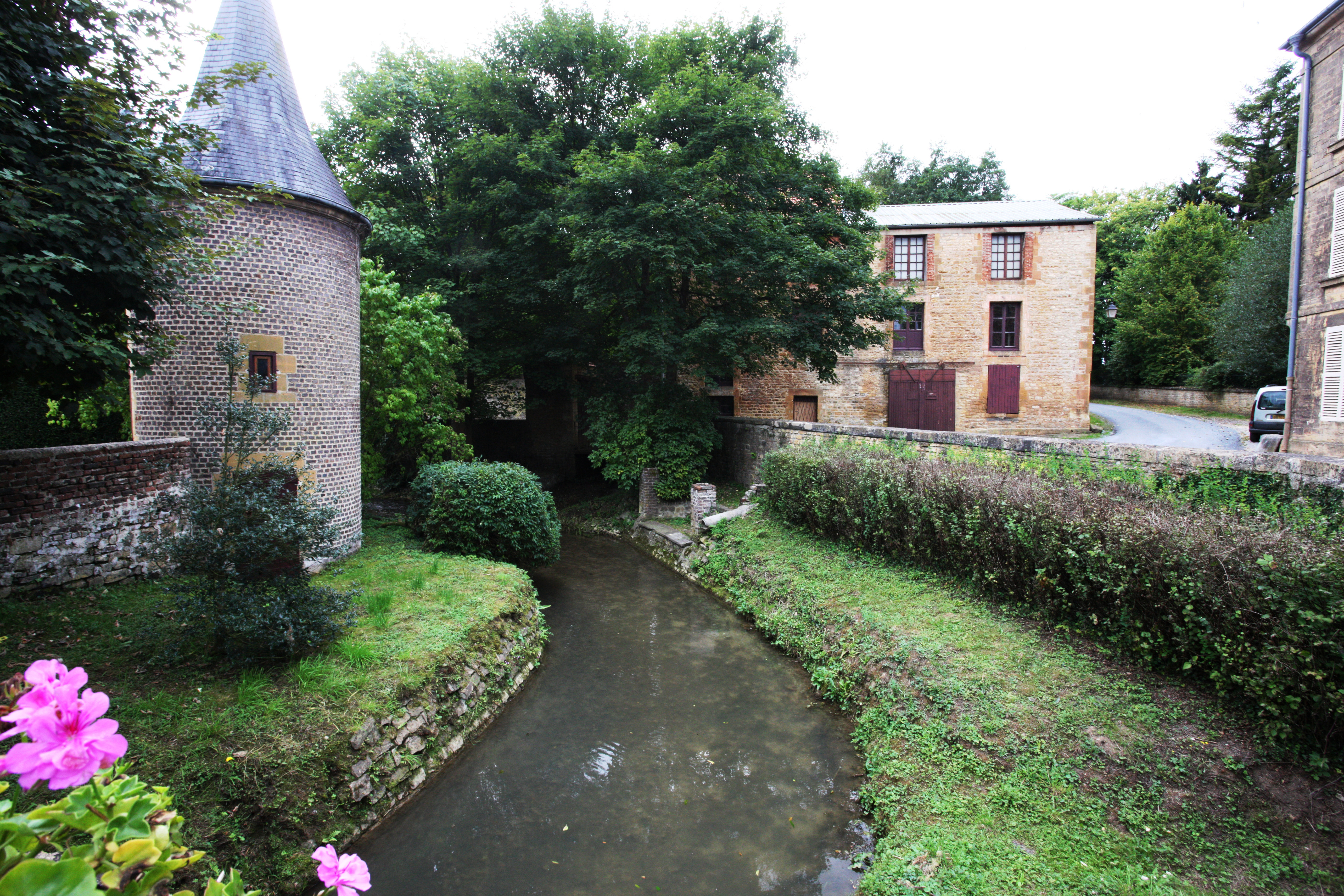
Farbmühle
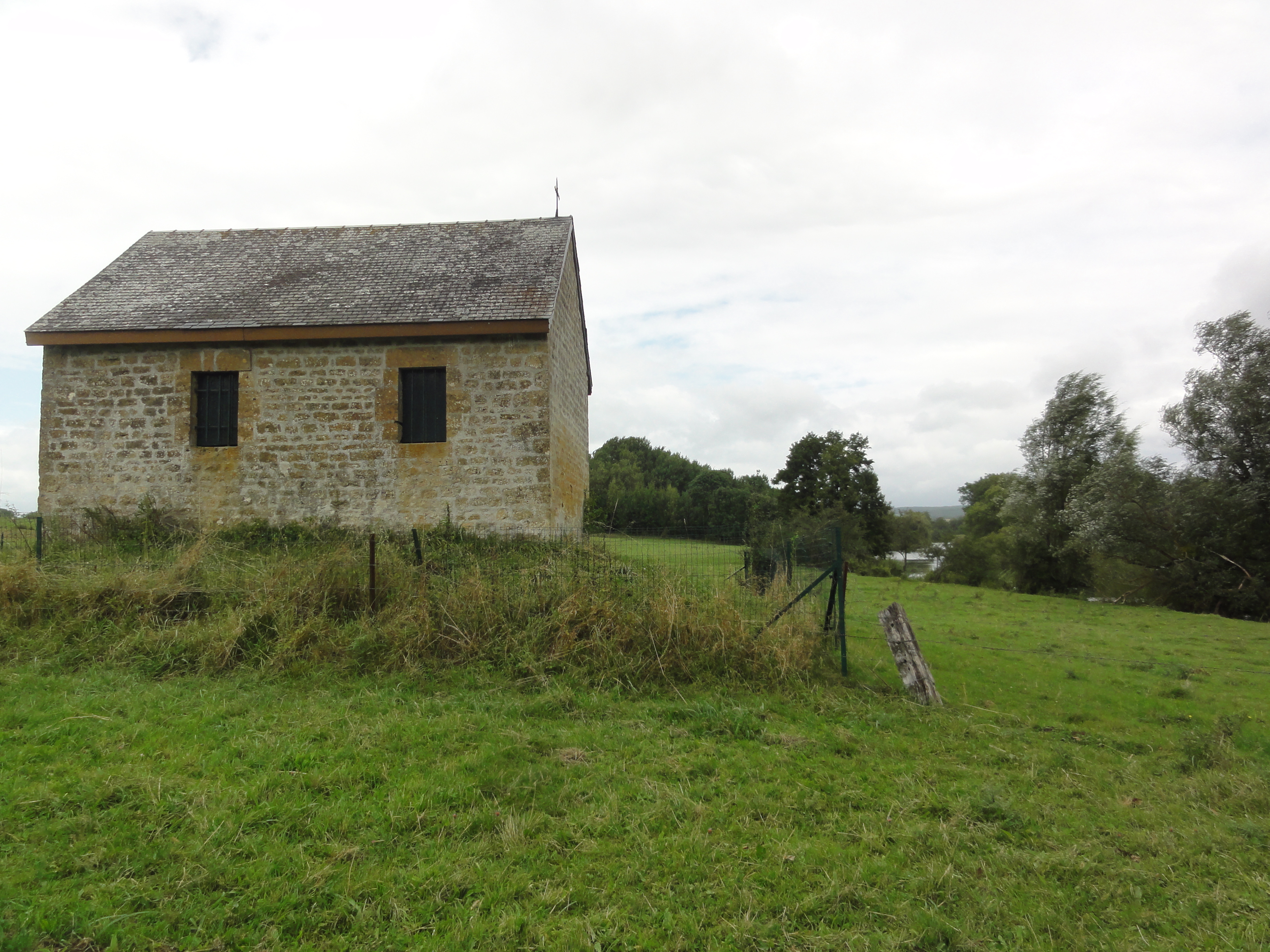
Kapelle des Siechenhauses